# Салватеррський договір
Салвате́ррський до́говір (порт. Tratado de Salvaterra de Magos) — династично-унійний договір між Португалією і Кастилією. Укладений 2 квітня 1383 року в Салватеррі-де-Магуші, Португалія. Передбачав заміну положення Елваського договору 1382 року, за яким португальська інфанта Беатриса, єдина донька португальського короля Фернанду I й спадкоємниця португальського престолу, мусила вийти заміж за кастильського інфанта Фернандо, сина кастильського короля Хуана І. За новими домовленостями Беатриса ставала дружиною самого Хуана І, який напередодні овдовів й не мав законної королеви.
Умови договору були такі:
- Португалія і Кастилія не об'єднуються, існують вічно як окремі королівства[1].
- Беатриса та її чоловік Хуан І проголошуються королевою і королем Португалії, якщо Фернанду І не матиме законного сина-спадкоємця[1].
- Португальська корона передається майбутнім дітям Беатриси і Хуана; якщо дітей не буде, вона передається кастильським королям і їхнім нащадкам[1].
- Якщо Фернанду помре без сина-спадкоємця, Португалією керуватиме регент — його дружина-королева Леонора. Вона буде правити до досягнення Беатрисою 14-річчя.

Інші умови згадуються у 157-й главі «Хроніки короля Фернанду» Фернана Лопіша.
У травні 1383 року Беатриса переїхала у супроводі гуардського єпископа Афонсу Коррейї до Кастилії. 17 травня вона взяла шлюб із королем Хуаном І у Бадахоському соборі.
Договір був схвалений пост-фактум: кастильською стороною у серпні 1383 року на кортесах у Вальядоліді, й португальською стороною у вересні того ж року на кортесах у Сантарені.
22 жовтня 1383 року португальський король Фернанду помер. Влада в Португалії перейшла до королеви-регентші Леонори. ЇЇ уряд очолив оренський граф Хуан Андейро.